# Приходько Микола Теодорович
Приходько Микола Теодорович (1907) — український письменник, публіцист, громадський і політичний діяч. Член Міжнародного ПЕН-клубу.
Отримав звання почесного члена Інтернаціональної літературної асоціації ім. Марка Твена (1953).

## З біографії
Народ. 23 грудня 1907 р. в Україні. Навчався в Київському університеті і Київському політехнічному інституті. Вчителював у середніх школах, викладав у Київському університеті, очолював капелу бандуристів. Після Другої світової війни прибув до Канади, оселився в м. Торонто. Працював старшим інженером у лабораторії Массей-Фергусон (1950–1973).

## Творчість
Автор творів «Один з п'ятнадцяти мільйонів» (1952), переклад.
на 8 мов світу), «Далекими дорогами» (1961), «Сторми ровд то фрідом» (1968), памфлетів, есе,
наукових праць.
Окремі видання:
- Приходько М. Від Сибіру до Канади. Повість-хроніка. — Буенос-Айрес: В-во Ю. Середяка, 1979. −306 с.
- Приходько М. Далекими дорогами. Повість — Торонто: Вільне Слово, 1961. — Т. 1. 288 с.; Т. 2. −294 с.